# Penjoll de les abelles de Màlia

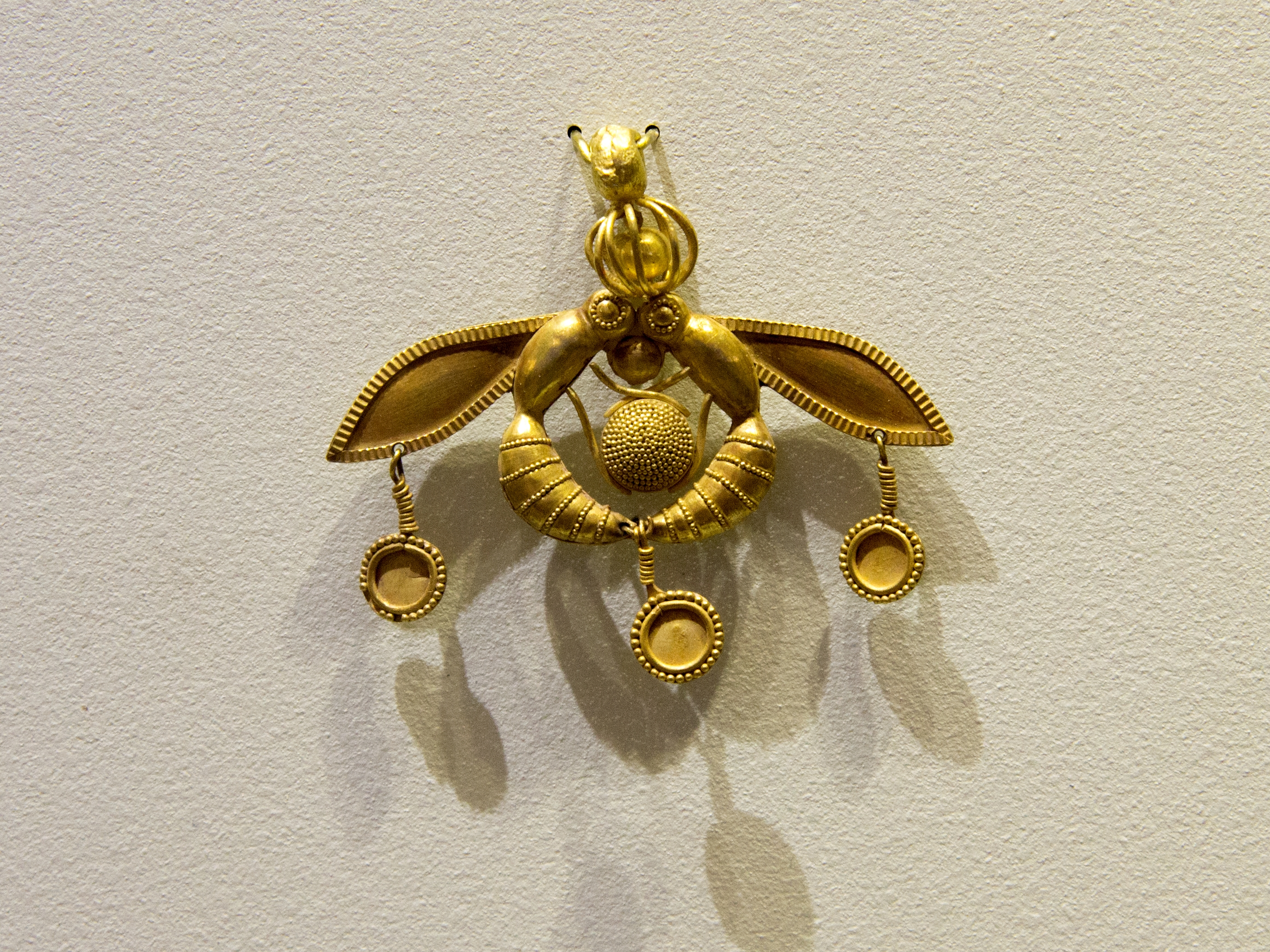
Penjoll de les abelles de Màlia

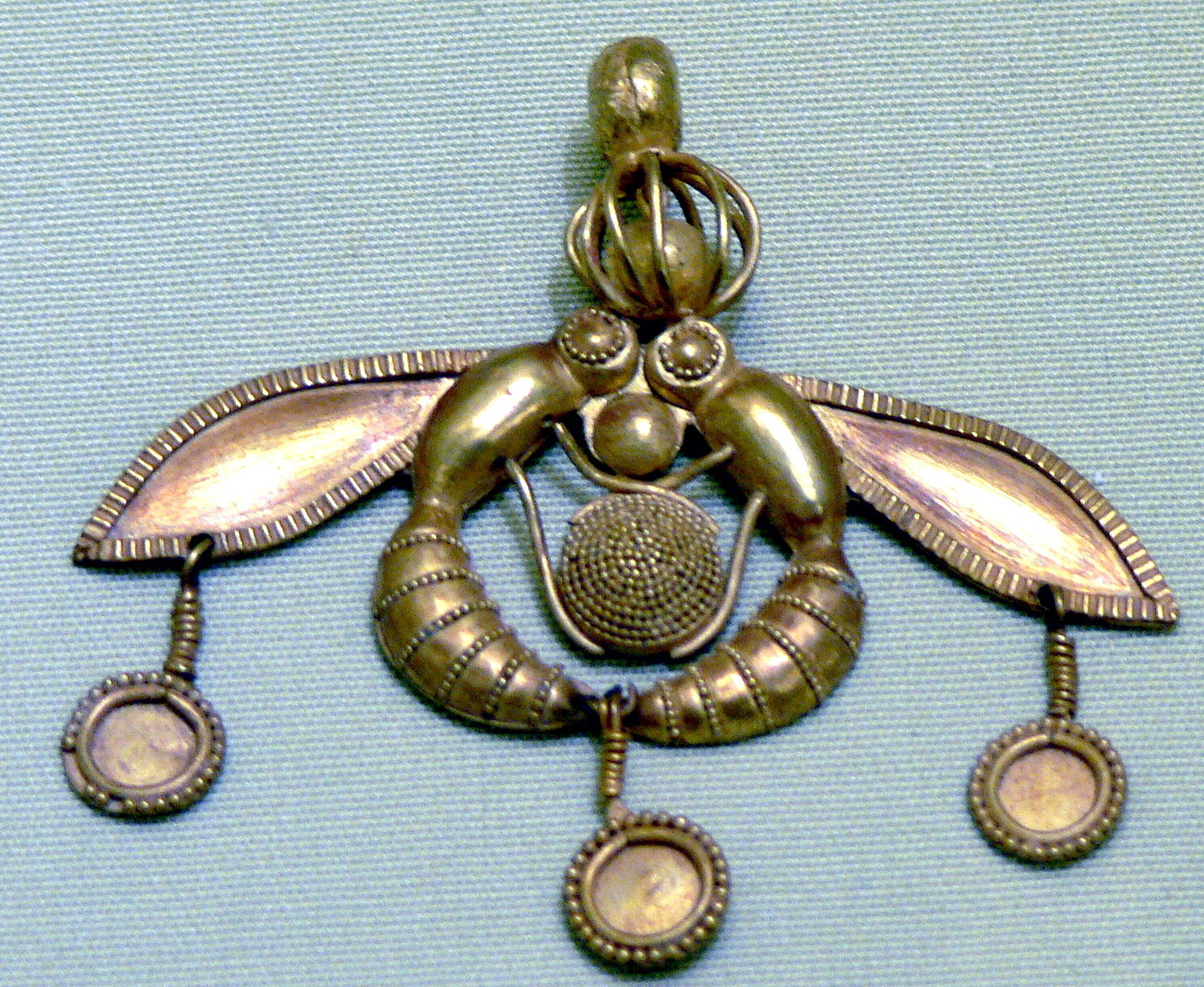
Penjoll de les abelles de Màlia

El Penjoll de les abelles de Màlia (en grec, Χρυσό κόσμημα των μελισσών) és un penjoll d'or d'època minoica, descobert al Palau de Màlia i conservat al Museu Arqueològic de Càndia (Número d'inventari: AMI 559).
La joia fou descoberta el 1930 pels arqueòlegs francesos Fernand Chapouthier i Pierre Demargne a la necròpolis de Chrysolakkos (necròpolis minoica a 500 metres del Palau de Màlia). El penjoll mesura 4,9 cm d'altura i 4,6 d'ample. Representa dues abelles, o més aviat dues vespes, que xuclen una gota de mel (o, segons com s'interpreti, la dipositen en el rusc al centre de la joia). Els cossos dels insectes, representats lateralment i acarats, estan corbats i es toquen pel cap i pel fibló, de manera que el conjunt forma un cercle del qual surten pels costats les ales dels insectes. Sobre el cap dels insectes hi ha una bola d'or en una mena de gàbia. A les ales i del lloc on s'ajunten els cossos hi ha encara petits penjolls amb un cercle envoltat d'un fris granulat. Aquests petits granets i els del rusc fan només 0,4 mm.
El Penjoll de Màlia ha estat interpretat de manera diversa, i normalment es diu que representa un parell d'abelles i per això s'anomena sovint ‘penjoll de les abelles’. Però els insectes en realitat no són abelles. Els insectes es van modelar segons el model d'un himenòpter, subordre Apocrita, infraordre de Aculeata.[3] A nivell d'espècie, s'han proposat Megascolia maculata, una vespa, com a model per als insectes; i s'han proposat també els fruits d'una herba cretenca autòctona, el Tordylium apulum, com a model per als tres discos que estan suspesos del penjoll.
Aquesta peça es data entre els anys 1800 i 1700 a.C., en la darrera etapa del palau, i es considera una obra mestra de l'art minoic.